# 나카노촌 (이와테현 구노헤군)
나카노촌(中野村)은 1955년까지 이와테현 구노헤군의 복동부에 위치했던 촌이다. 현재의 히로노정 나카노, 아라에, 오코나이에 해당한다.

## 연혁
- 1889년 4월 1일 - 정촌제 시행과 함께 구노헤군 나카노촌이 성립하였다.
- 1955년 2월 11일 - 다네이치정과 합병해 새로운 다네이치정이 되었다.

## 교통

### 철도
- 일본국유철도 하치노헤선

## 참고서적
- 이와테현 정촌합병지, (이와테현 총무부 지방과, 1957)